# 2. Liga (Rakousko)
2. Liga, ze sponzorských důvodů Admiral 2. Liga, je druhou nejvyšší fotbalovou soutěží v Rakousku.
Hraje ji 16 týmů, vítěz ligy postupuje do Bundesligy, nejvyšší soutěže (kromě rezervních týmů). Dva nejhorší týmy sestoupí.

## Týmy v sezóně 2024/25
Zdroj: 
- Ried
- Admira Wacker
- St. Pölten
- Kapfenberg
- First Vienna
- Liefering
- Sturm Graz II
- Bregenz
- Amstetten
- FAC
- Rapid Vídeň II
- SC Austria Lustenau
- Voitsberg
- Stripfing
- Horn
- Lafnitz